# إيزوميراز

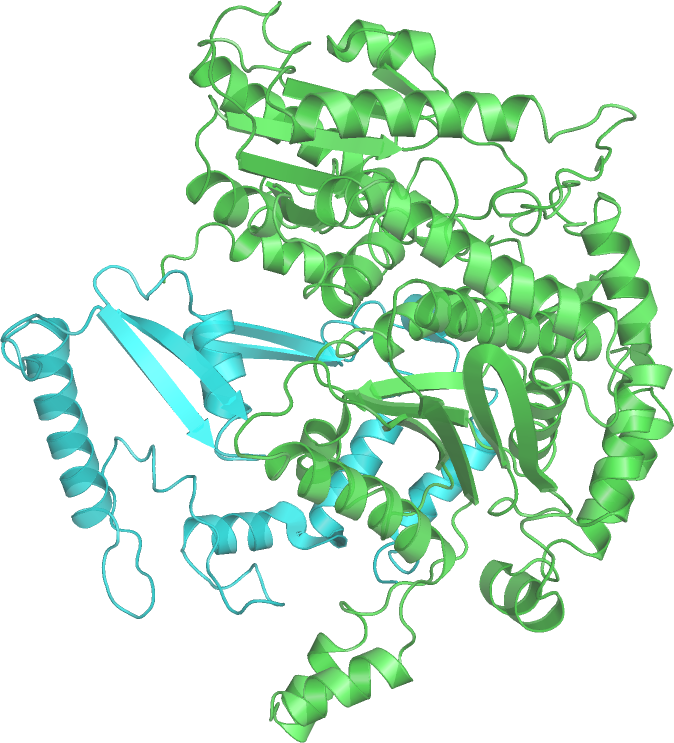

في الكيمياء الحيوية : الإيزوميراز أحد أنواع الإنزيمات التي تحفز التحول الداخلي في البوليمرات البروتينية بشكل خاص . الإيزميرازات تتواسط في تفاعلات من الشكل :
A → B